# Rabiu Afolabi
Rabiu Afolabi, född 18 april 1980 i Osogbo, är en nigeriansk före detta fotbollsspelare som har spelat för Ligue 2-klubben AS Monaco.
Han gjorde sin debut för Monaco den 19 september 2011, i en 1–0-vinst över Arles-Avignon. Säsongen 2013 spelade han i danska SønderjyskE.